# 아름다운 버디베어
아름다운 버디베어( 联合巴迪熊, United Buddy Bears)는 세계 150여개 국가의 작가들이 참여한 국제적인 공동예술작품이다.

## 개요
“아름다운 버디베어”전의 목표는 서로 다른 나라와 문화 그리고 종교간의 관용과 이해를 알리기 위한 것이다. 각각의 버디베어들은 한 고유한 국가를 대표하며 해당 국가의 예술작가가 제작한 작품이다. 세계적인 작가들의 각기 다른 표현방식의 작품들은 서로 한데 어우러져 하나의 공동예술작품으로 완성되었다. 이 프로젝트의 창시자인 독일인 에바 헤어리츠와 그의 남편 클라우스 헤어리츠 박사는 프로젝트를 창시하며 이와 같은 말을 했다.“우리는 서로를 더 잘 알아야 합니다. 그러면 우리는 더 잘 이해할 수 있고 더 잘 신뢰할 수 있으며 나아가 더불어 함께 더 잘 살 수 있습니다“

## 전시

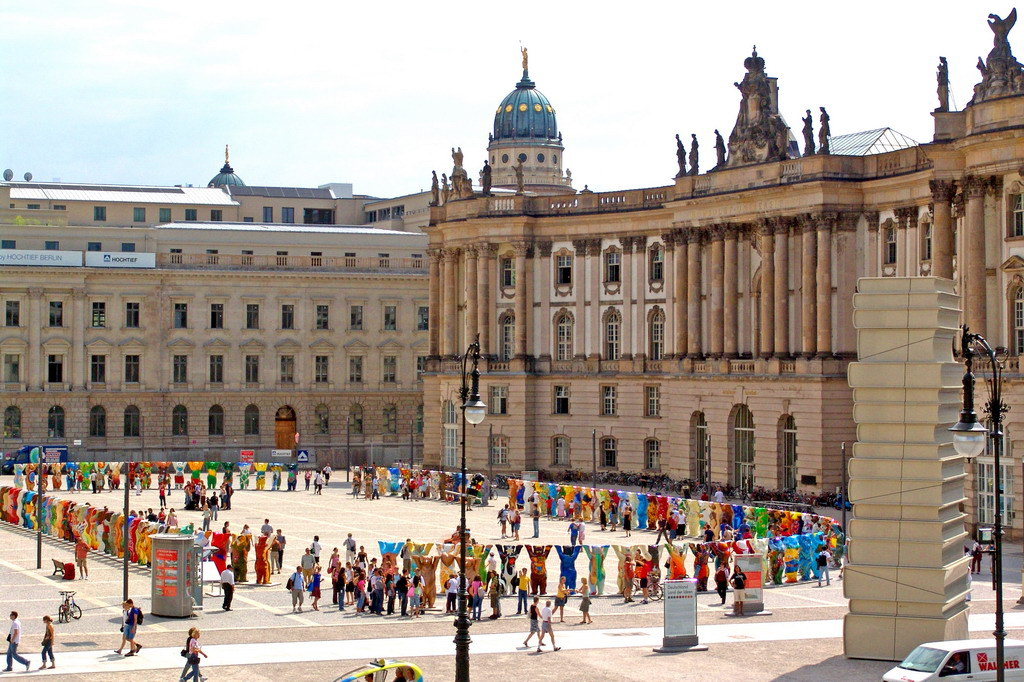
아름다운 버디베어
- 베를린 2006

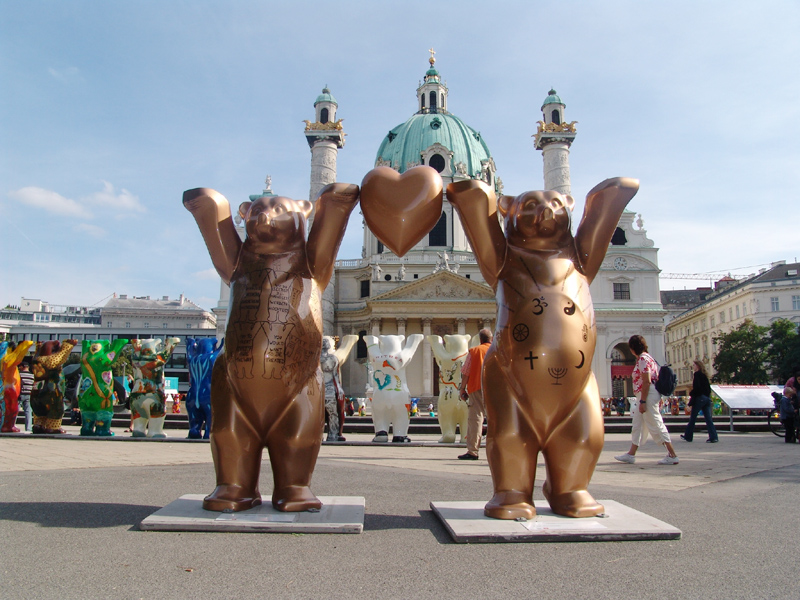
아름다운 버디베어
- 빈 2006

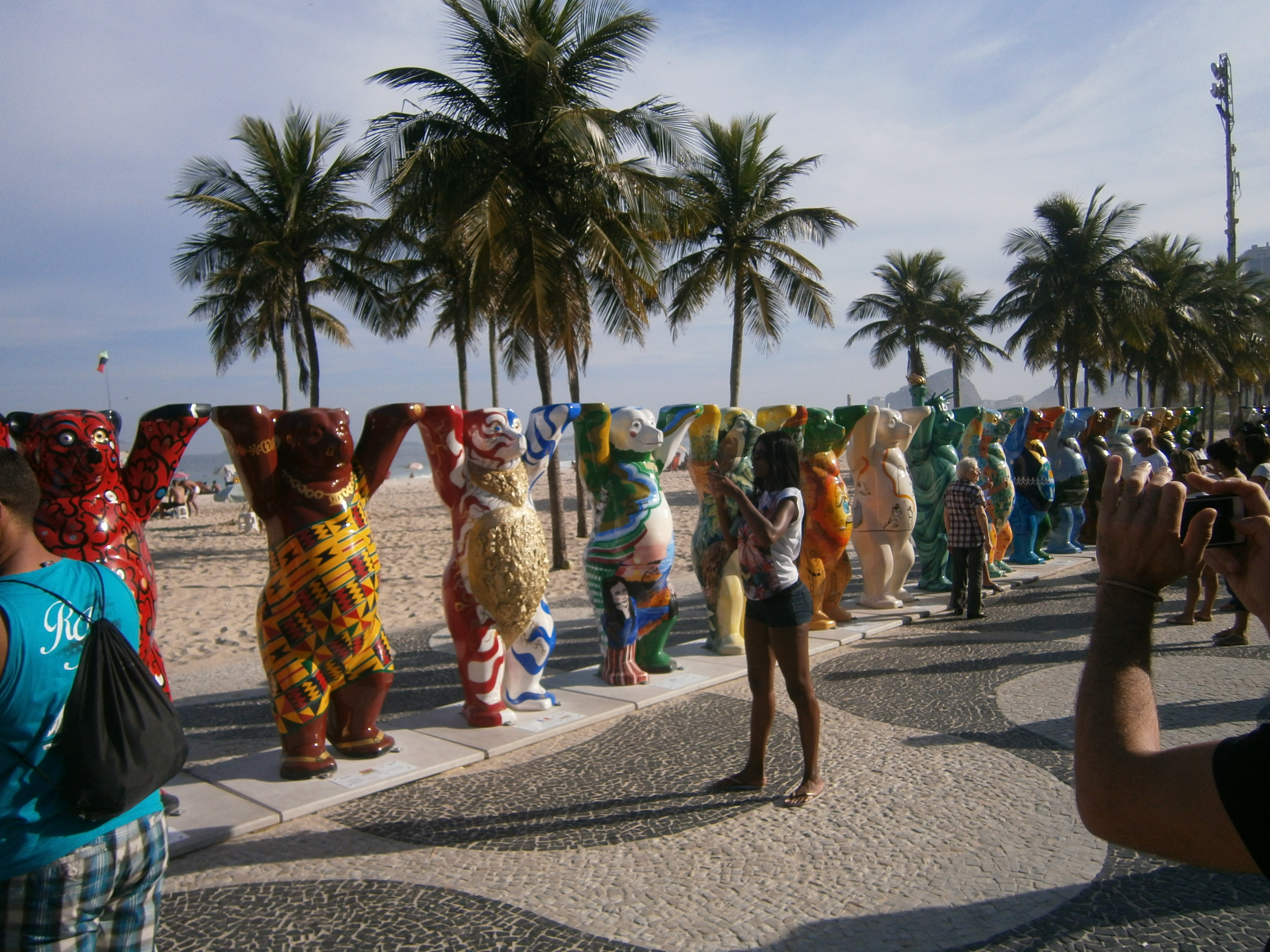
아름다운 버디베어
- 리우데자네이루 2014

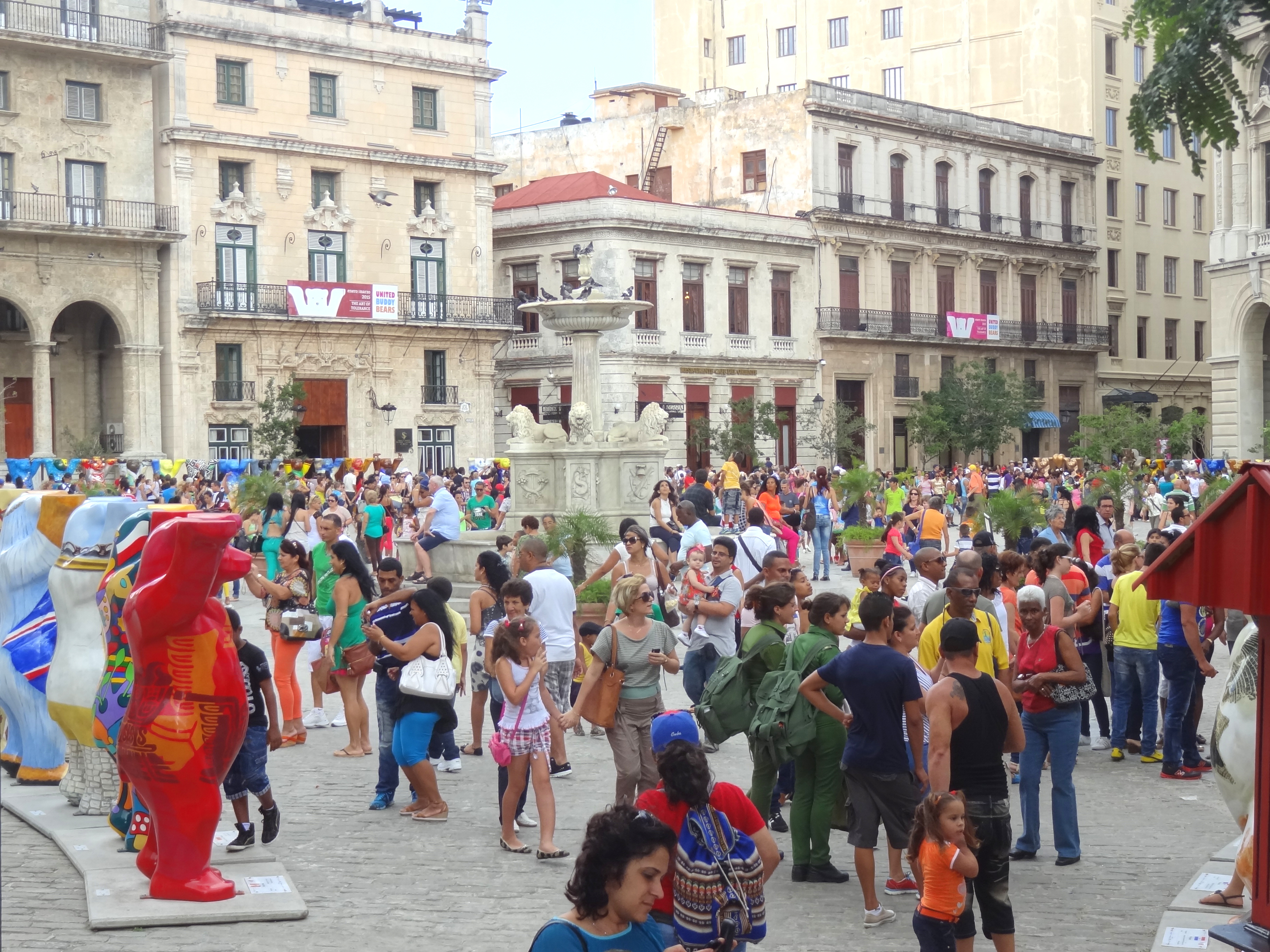
아름다운 버디베어
- 아바나 2015

‘아름다운 버디베어’ 전시는 지금까지 5개 대륙에서 아래 제시된 각기 다른 35개의 전시가 개최되었으며, 무려 4,500만 명이 관람하였다.
2002년부터 단합된 곰형제들은 세계인민들이 평화롭게 함께 살기를 염원하여 "우리는 서로 더 잘 알아야 한다. 그래야 서로 더 잘 이해하고 더 잘 신뢰하며 더 화목하게 살 수 있다" (We have to get to know each other better, it makes us understand one another better, trust each other more, and live together more peacefully)라는 구호 아래 세계여행을 진행하였다.
- 2002년 / 2003년 베를린, 키츠뷜
- 2004년 홍콩, 이스탄불
- 2005년 도쿄, 서울[1][2]
- 2006년 시드니, 베를린, 빈
- 2007년 카이로, 예루살렘
- 2008년 바르샤바, 슈투트가르트, 평양직할시[3][4]
- 2009년 부에노스아이레스[5], 몬테비데오
- 2010년 베를린[6], 아스타나, 헬싱키
- 2011년 소피아, 베를린, 쿠알라룸푸르
- 2012년 뉴델리, 상트페테르부르크, 파리 (프랑스)[7]
- 2013년 예카테린부르크
- 2014년 리우데자네이루
- 2015년 아바나, 산티아고[8]
- 2016년 피낭주
- 2017년 / 2018년 베를린[9]
- 2018년 리가
- 2019년 과테말라 (도시)[10]
- 2020년 - 2023년 티어파크 베를린
- 2024년 류블랴나

대체로 각 버디베어 전시는 해당도시의 시장을 비롯해 유니세프 대사 [피터 유스티노프 경 (영화배우 겸 감독, 영국), 성룡(영화배우, 중국), 안성기(영화배우, 대한민국), 앙드레 김(패션디자이너, 대한민국), 켄 돈(디자이너, 오스트레일리아), 미어 패로(영화배우, 미국)] 등 유명 인사들의 후원으로 열리게 되었다.
이 프로젝트의 창시자인 독일인 에바 헤어리츠와 그의 남편 클라우스 헤어리츠 박사는 아래의 모토를 위해 평화롭게 더불어 함께하는 방안을 기획하였다.
“우리는 서로를 더 잘 알아야 합니다. 그러면 우리는 더 잘 이해할 수 있고 더 잘 신뢰할 수 있으며 나아가 더불어 함께 더 잘 살 수 있습니다“
이러한 배경으로 140여개의 버디베어 예술조형물들은 상징적으로 서로 서로 손에 손을 잡고 서게 된다. 이 조형물들은 대개 90미터 직경의 거대한 원형을 그리며 서 있게 되고 이를 개최자들은 “똘레랑스의 예술”이라고 한다.
대한민국의 예술가 이은주씨의 덕분으로 2005년 서울 올림픽공원 평화의 광장에서 “아름다운 버디베어” 서울 전시를 개최할 수 있었다. 140여 개의 버디베어 예술조형물 전시 가운데에는 남한 버디베어와 북한 버디베어가 평화롭게 서로 나란히 서게 되었다. 이 두 버디베어들은 각 대도시를 옮겨가며 통일을 기약하는 한국을 알리며 여행하고 있다.
버디베어 전시의 계속된 활동과 불우어린이 돕기는 따로 떼어놓을 수 없는 하나의 일이 되었다. '아름다운 버디베어'를 통한 기부와 경매로 지금까지(2020년 말) 2백만달러(USD) 이상의 후원금이 유니세프와 해당 지역의 다양한 불우어린이를 위한 기관에 기부되었다고 한다.

## 갤러리

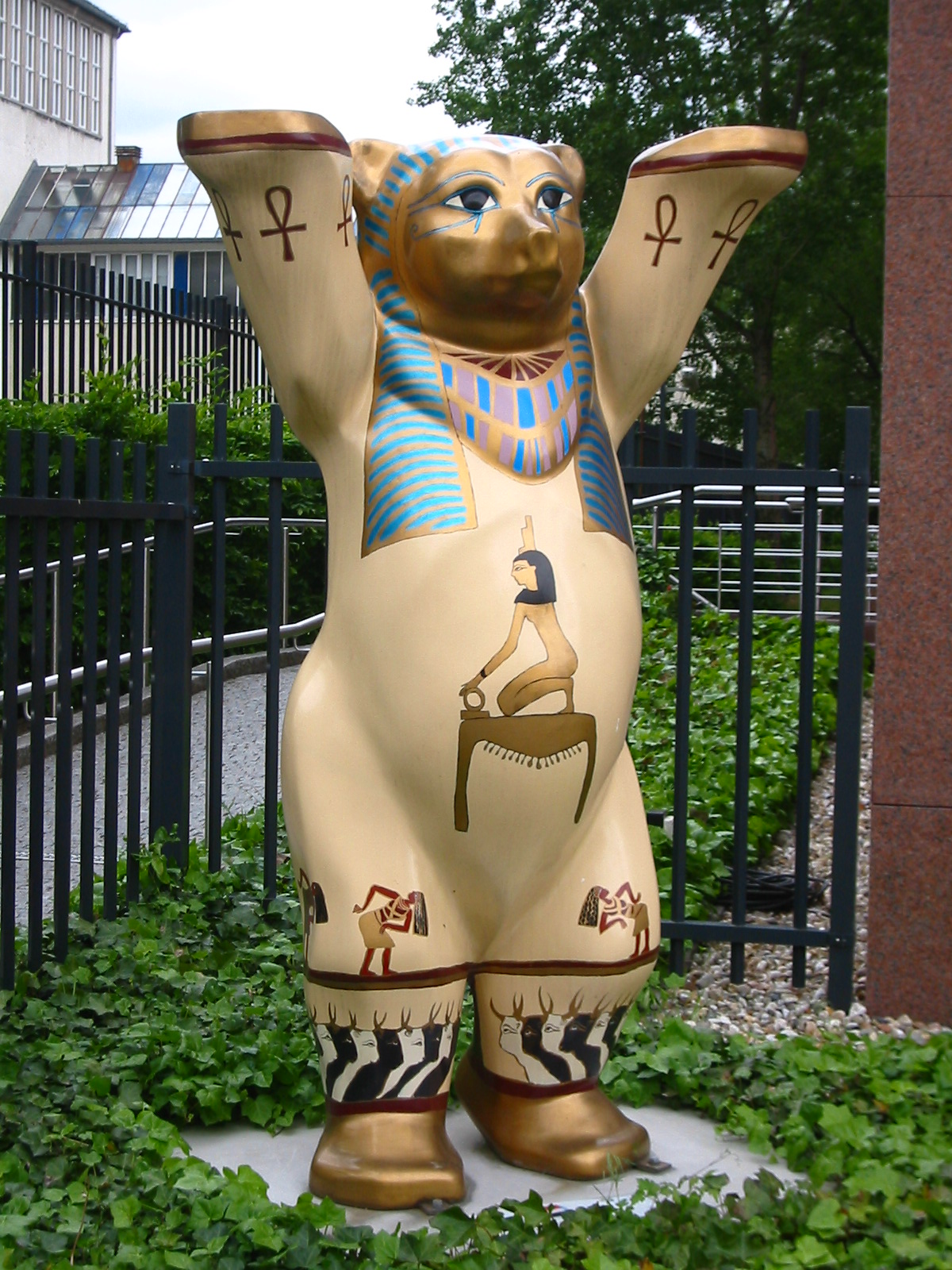
버디베어
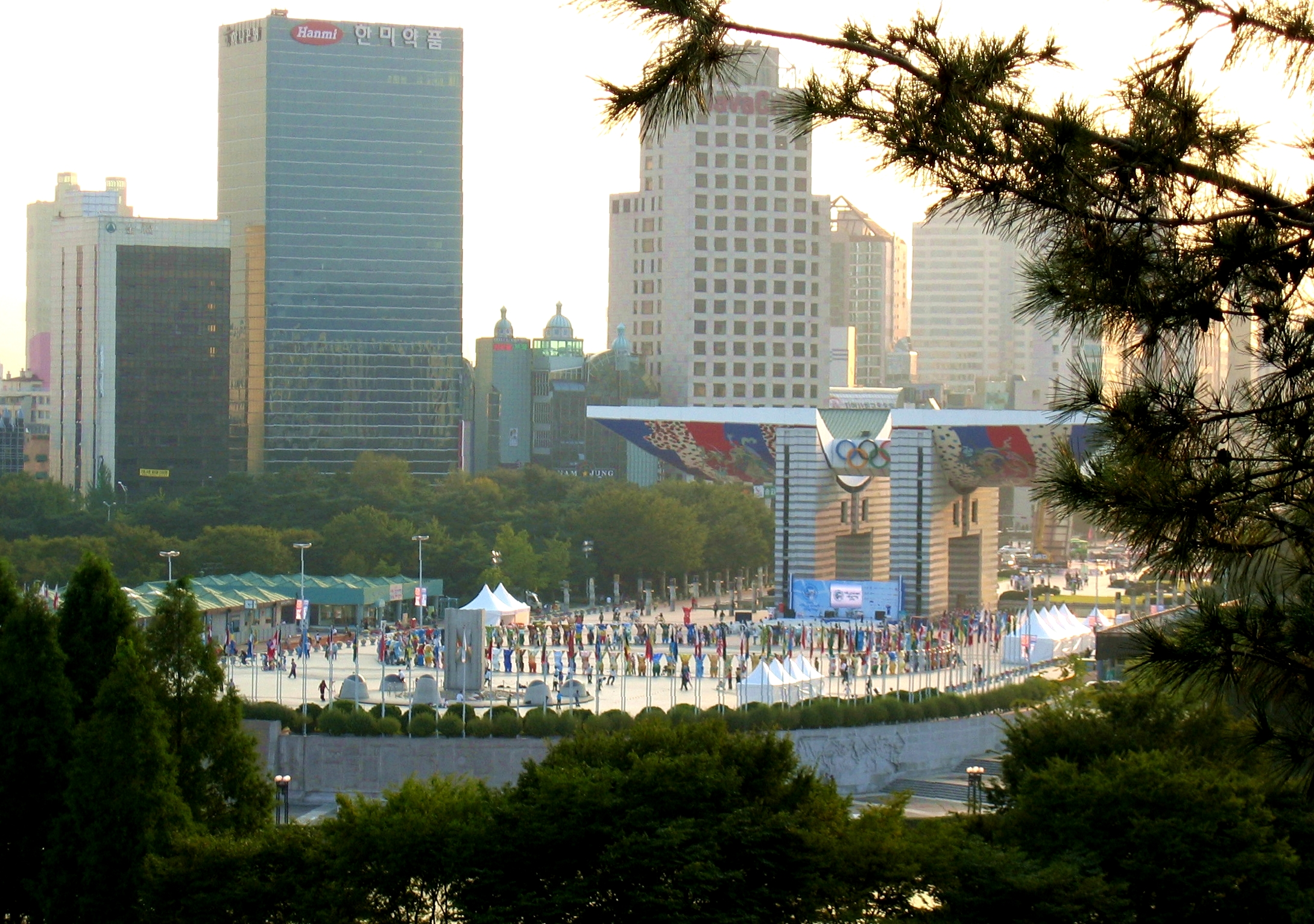
아름다운 버디베어 — 서울특별시 2005
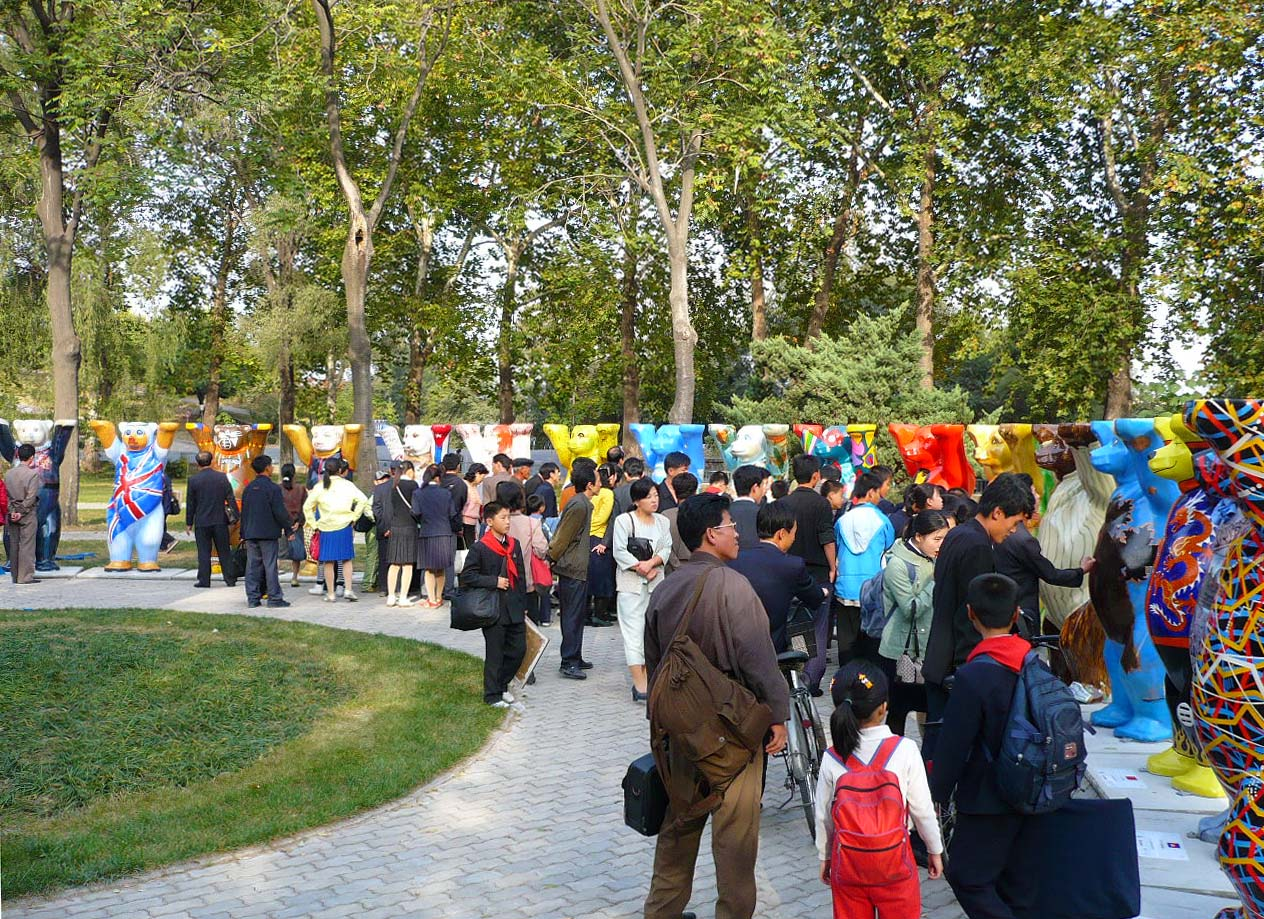
아름다운 버디베어 — 평양직할시 2008
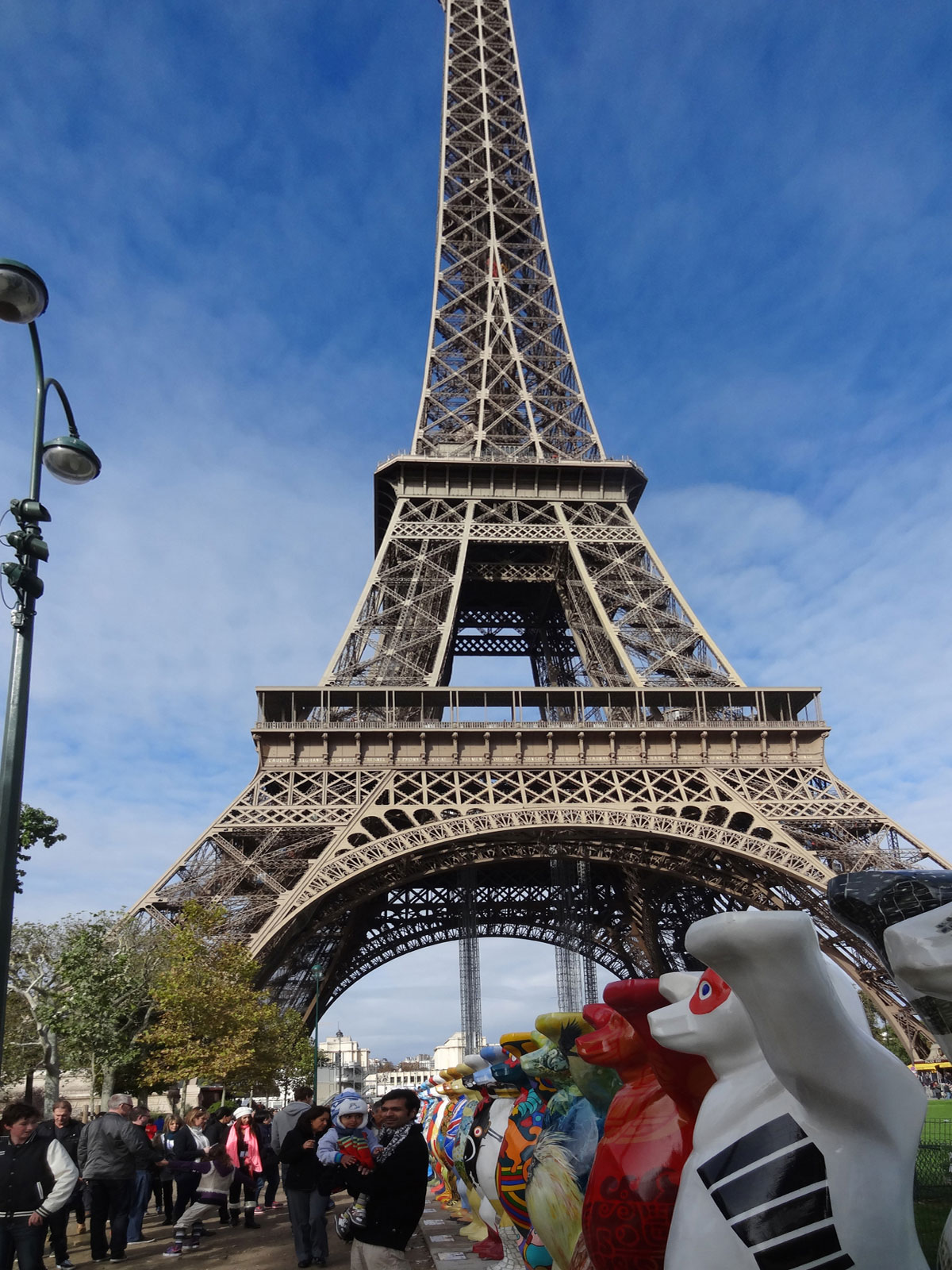
아름다운 버디베어 — 파리 (프랑스) 2012
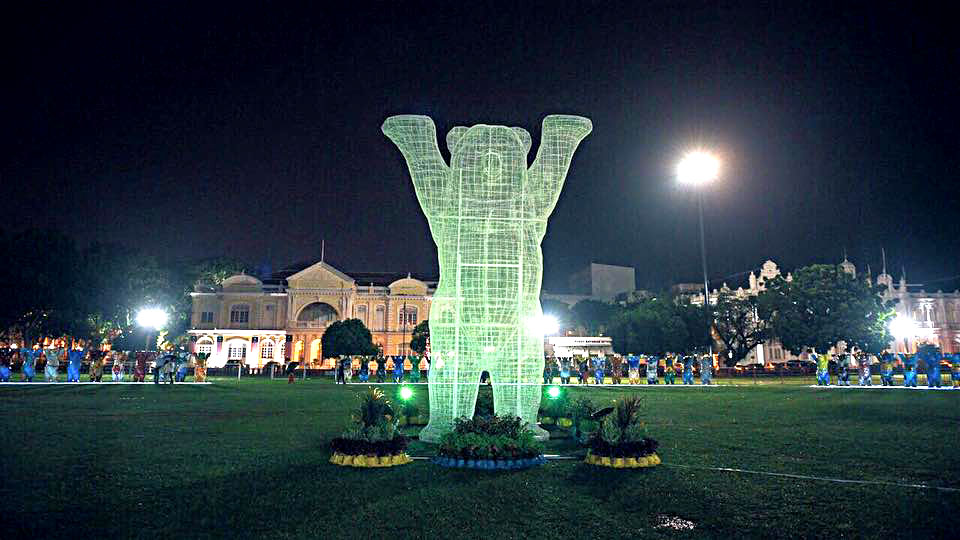
아름다운 버디베어 — 피낭 주 2016
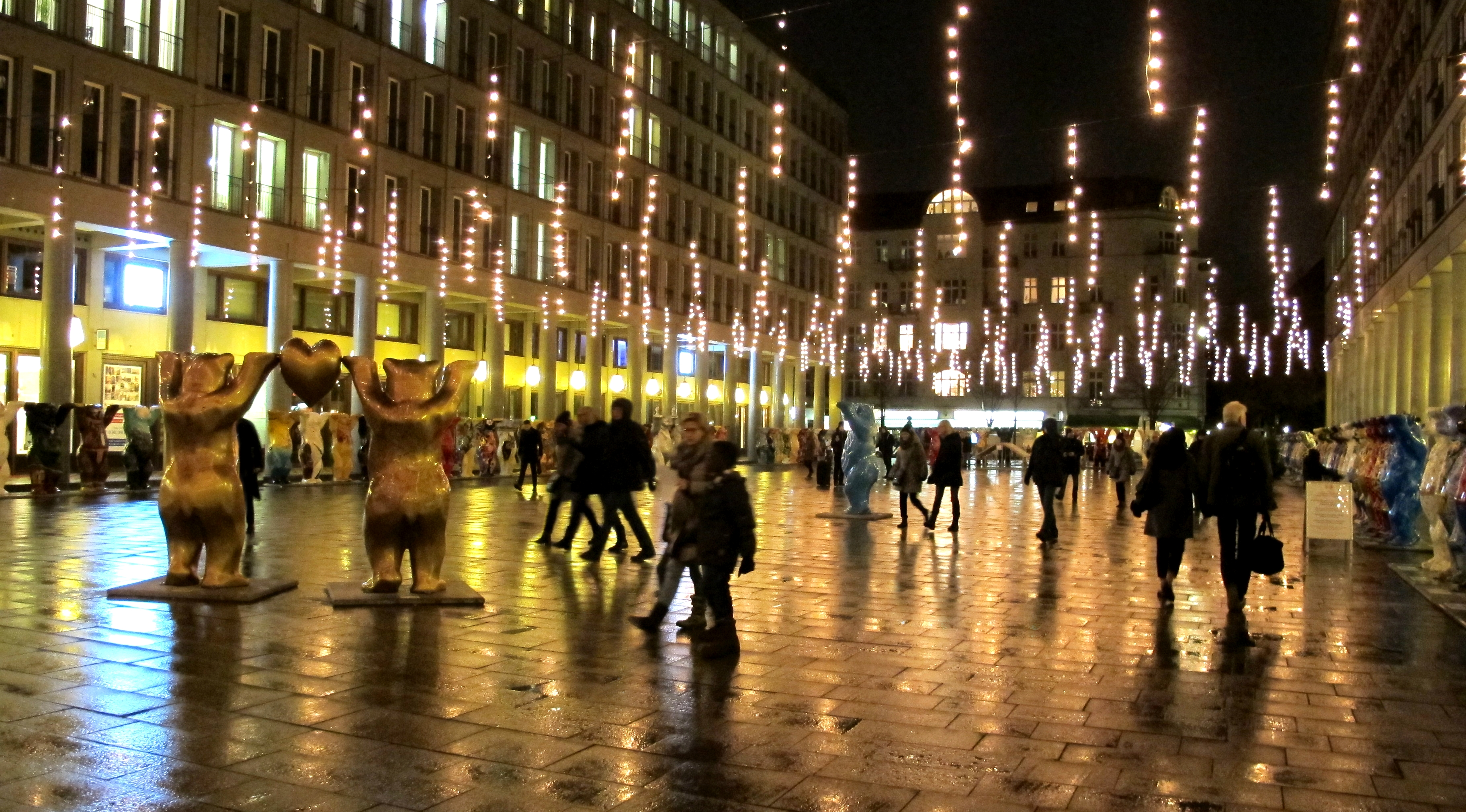
아름다운 버디베어 — 베를린 2017/2018
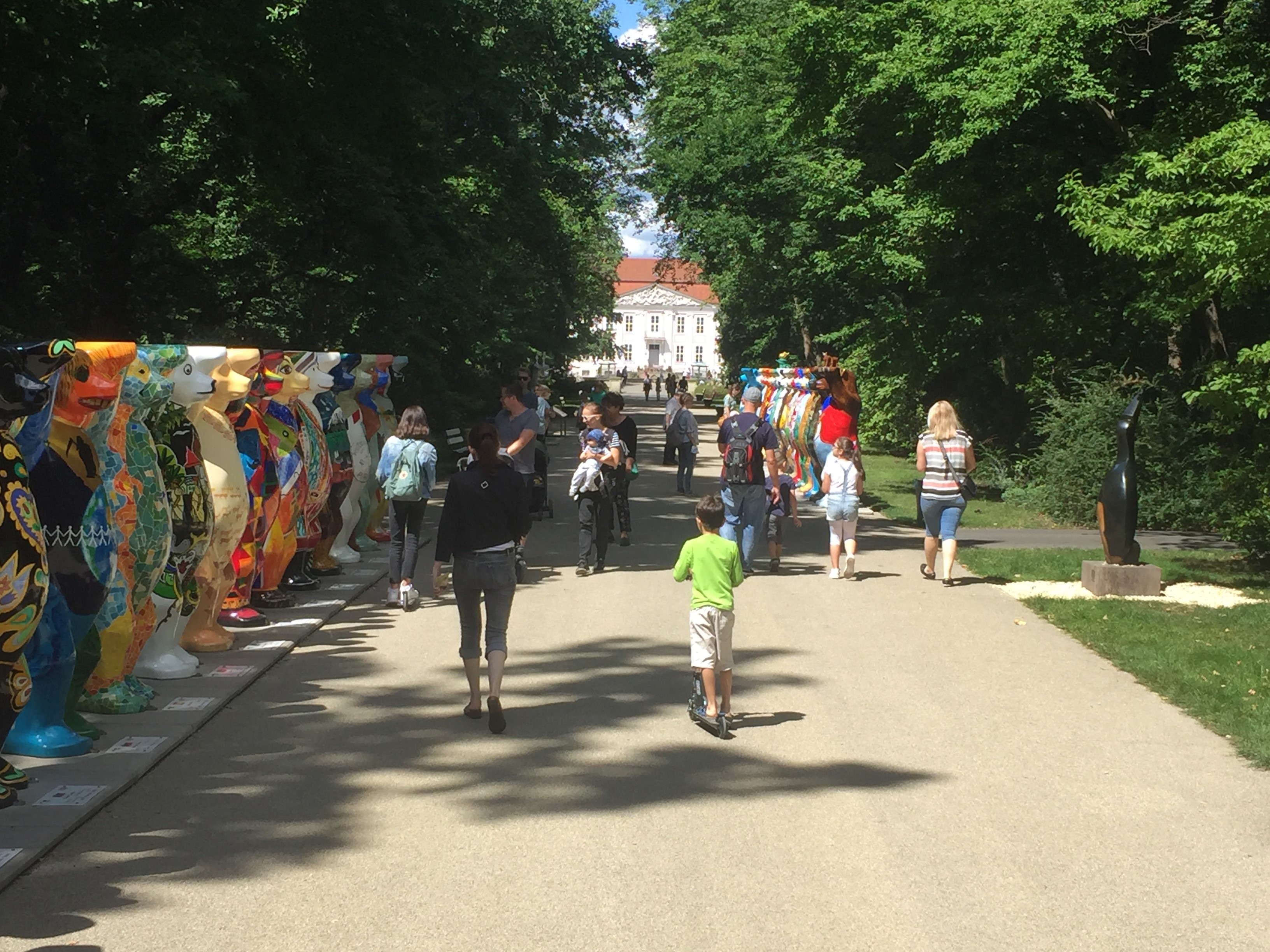
아름다운 버디베어 —티어파크 베를린 2020/2023
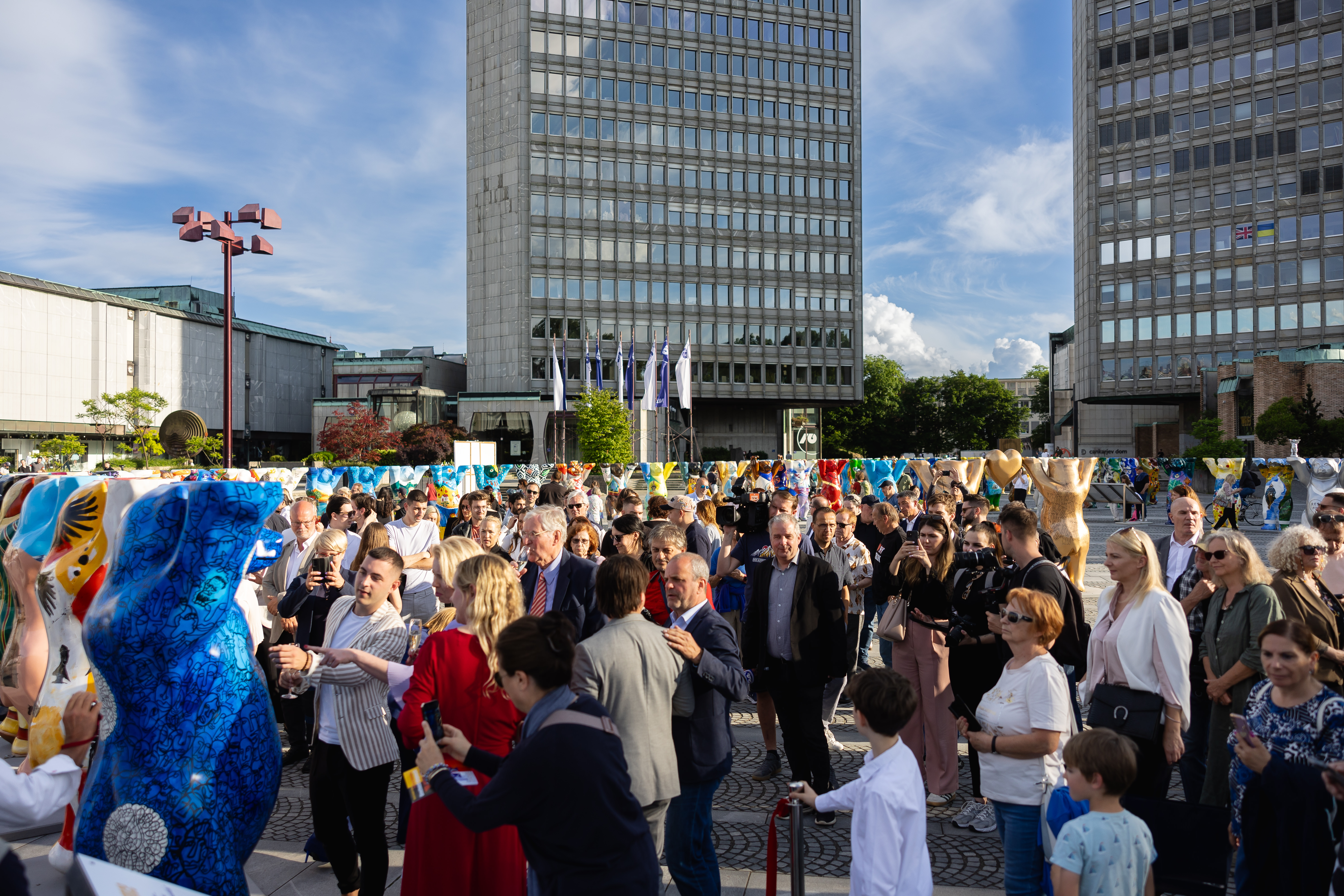
류블랴나 (슬로베니아) 2024